# Allianz Stadion
Weststadion, sponzorským názvem Allianz Stadion, je fotbalový stadion ve Vídni, domácí zápasy zde hraje SK Rapid Vídeň.
Stadion je vybudován v místě Stadionu Gerharda Hanappiho, který byl postaven v roce 1977 a jehož demolice proběhla v roce 2014. Allianz Stadion byl slavnostně otevřen 16. července 2016 přátelským utkáním domácího Rapidu Vídeň s londýnskou Chelsea. První soutěžní utkání se zde hrálo o týden později, tedy 23. července 2016, kdy v prvním kole rakouské Bundesligy hostil Rapid SV Ried.
Stadion spadá do nejvyšší, čtvrté kategorie podle kategorizace stadionů UEFA.